# Ampeg
Ampeg (укр. Ампег) — американська компанія, яка виготовляє музичні басові підсилювачі, для бас-гітар. Створена засновниками Еверетом Халлом, і Стенлі Майклзом, в 1946, році, в місті Вудінвіле, штат Вашингтон, США. Раніше компанія також виготовляла і бас-гітари марки Ампег, і також басові підсилювачі.

## Історія
Засновниками є - Еверет Халл басист, і піаніст, і Стенлі Майклз, по професії інженер-електрик, і технічний спеціаліст, які заснували електронну лабораторію «Michels-Halls», в місті Нью-Йорк, в 1946, році. Першим їхнім виробом були музичні пікапи, розроблені Халлом, для вертикального басу, і також інструментальні підсилювачі, які відрізнялися, мінімальним звуком, для джазового звучання, не грубого звучання. Пікап називався «Amplified Peg», який потім просто називатися, «Ampeg». Стенлі Майклз покинув компанію в 1948, залишивши компанію, Халлу, який згодом переїхав, на 42-гу вулицю, у Мангетені, перейминовує компанію на Ampeg Bassamp Company. В 1956, році Ампег став називатися Ampeg Company, потім перейшов на назву Ampeg. В 1962 році компанія Ampeg переїждає до міста Лінден, штат Нью-Джерсі, і стає публічною компанією, після повного розпродажу акцій. В 1967 році в вересні, Ampeg стає дочірньою компанією, Unmusic inc, як новостворена група інвесторів придбала контрольний пакет акцій, фірма була зацікавлена в тому, щоб продукція Ампег розвивалася у своїх продажах, але були зацікавлені, у власних інтересах, а сам засновник Еверет Халл подав заяву на звільнення через його скорочення з посади, в 1968, році він покинув компанію. В 1971, році Ампег був куплений компанією «Magnavox», яка належала фірмі «Bandinstrumen», які більше були відомі по виготовленню, телевізорів, радіостанцій, і систем Hi-Fi. В 1980, році компанія була придбана Music Technology inc, яка потім заявила про банкрутство. Потім декілька років компанію викуповує в 1986, році, St. Louis Music.